# ラーム・ナート・コーヴィンド
- ラム・ナト・コビンド
- ラム・ナート・コビンド
- ラーム・ナート・コビンド

ラーム・ナート・コーヴィンド（ヒンディー語: राम नाथ कोविंद、英語: Ram Nath Kovind、1945年10月1日 - ）は、インドの政治家。同国第14代大統領、ビハール州知事などを歴任。

## 生い立ち
コーヴィンドは、ウッタル・プラデーシュ州カンプール・デハット県Paraukh村に生まれた。父は土地なしのコリのカースト（カースト制度最下層であるダリットの織物集団）で、家族を養うために小さな店を経営していた。彼は5人兄弟、2人姉妹の一番末っ子であった。彼の生まれた家は泥の小屋で、今は火災で崩壊して残っていない。この火事の時、彼はたった5歳で、母親も亡くした。後に土地は、地域のコミュニティに寄贈した 。
彼は小学校を卒業した後、6㎞離れた村の中学校まで歩いて登校した。（カンプール大学と提携している）DAV College（en:DAV College, Kanpur）で、商業学位と法学士を取得した。

## 経歴

### 弁護士時代
カンプール大学法学部を卒業後、公務員試験を受けるためにデリーに向かい3回目に合格した。しかし、彼はインド行政職ではなくallied serviceに選ばれたため公務員を辞退し、法律家としての活動を始めた。1977年から1979年まで、デリー高等裁判所の中央政府弁護士、1980年から1993年まで最高裁判所の中央政府常任顧問を務めた。1978年に、インド最高裁判所のAdvocate-on-Record（最高裁判所で活動可能な弁護士資格保持者）となった。1993年までの約16年間を弁護士として活動した。彼は弁護士として、女性や貧者などの社会的弱者のため、デリーのFree Legal Aid Societyの下で無料で法律援助を行った。また彼は、1977年から1978年まで、インド首相モラルジー・デーサーイーの個人補佐官を務めた。

### インド人民党への加入
1991年に入党した。1998年から2002年までBJP Dalit Morchaと、All-India Koli Samajの代表を務めた。彼はまた党の全国向け報道官を務めた。

### 上院議員
彼は1994年4月にウッタル・プラデーシュ州のラージヤ・サバー MPに選出され、2006年3月まで12年間務めた。2002年10月には、国連総会でインド代表として演説を行った。

### 知事
2015年8月8日、インド大統領よりビハール州知事として任命された。

### 大統領
2017年7月17日に執行された大統領選で、インド国民会議のメイラ・クマール元下院議長を破り、第14代インド大統領に選出された。2022年7月25日に任期満了のため、辞任。

## ギャラリー
- 左からスイスのドリス・ロイトハルト連邦大統領、コーヴィンド、インドのナレンドラ・モディ首相（2017年8月31日）
- ベトナムのグエン・スアン・フック首相と（2018年1月24日）
- ネパールのビドヤ・デビ・バンダリ大統領と（2019年10月22日）
- ウルズラ・フォン・デア・ライエン欧州委員会委員長と（2022年4月25日）